# George Saliba
Pour les articles homonymes, voir Saliba.
George Saliba est un historien et mathématicien libanais né en 1939, spécialiste de l’histoire de l’astronomie arabe, professeur de sciences arabes et islamiques au département d'études du Moyen-Orient, de l'Asie du Sud et de l'Afrique, à l'université Columbia de New York, aux États-Unis, où il exerce ses activités depuis 1979.

## Formation et carrière
George Saliba étudie à l'Université américaine de Beyrouth et obtient en 1963 son Bachelor of Science en mathématiques puis en 1965 son Master of Arts.
Il part ensuite à l'Université de Californie à Berkeley et obtient une maîtrise en sciences des langues sémitiques et un doctorat en sciences islamiques.
En 1975, il décroche un poste de professeur invité à l’Université de New York, où il enseigne l’arabe et les sciences syriaques. En 1977 il part à l’Université de Columbia pour enseigner l’histoire des sciences arabes ainsi que l’histoire de la civilisation islamique, d'abord en tant que professeur adjoint invité, puis professeur titulaire et enfin chef du département des langues et cultures du Moyen-Orient en 1990.
Après sa carrière de chercheur aux États-Unis, où il enseigne jusqu’en 2017, il rentre à Beyrouth pour y fonder le Centre Farouk Jabre d’histoire des sciences et de la philosophie arabes et islamiques à l’Université américaine de Beyrouth.

## Prix et distinctions
Il a remporté de nombreux prix et récompenses académiques, notamment le prix d'histoire des sciences décerné par l'Académie des sciences du tiers monde en 1993 et le prix d'histoire de l'astronomie en 1996 de la Fondation koweïtienne pour l'avancement des sciences,. En 2005, il a été nommé Senior Distinguished Scholar au Centre John W. Kluge.

## Travaux sur l'astronomie arabe
George Saliba a apporté d'importantes contributions à l'astronomie arabe, étroitement mêlée à l'astrologie :
« L'astronomie islamique a longtemps entretenu des rapports ambivalents avec l'astrologie. Au début, l'astronomie et l'astrologie étaient toutes deux considérées comme des disciplines complémentaires que l'on désignait sous le nom générique de "science des astres" ('ilm al-nujûm). La transmission des traditions astronomiques de l'Inde et de la Grèce antique au sein de la nouvelle civilisation musulmane fournit l'occasion de soumettre ces sciences à une analyse plus rigoureuse. [...] Ce travail critique aboutit à une séparation de l'astronomie et l'astrologie, essentiellement parce que cette dernière traitait de questions métaphysiques [...] qui entraient d'une façon ou d'une autre en conflit avec le dogme religieux de l'islam. [...] Par ailleurs, les astrologues avaient sans cesse besoin de faire appel aux travaux des astronomes,dans la mesure où toute opération astrologique sérieuse devait impérativement s'appuyer sur des observations astronomiques. En raison de l'étroite dépendance de l'astrologie avec les observations et calculs mathématiques de l'astronomie, les frontières entre les deux disciplines devenaient extrêmement floues aux yeux des profanes ».
Dans ses travaux consacré à l'astronomie arabe, George Saliba a mis en lumière les découvertes remarquables accomplies jusqu'au XVIe siècle, alors qu'on pensait jusqu'à la fin du XXe siècle que les progrès des astronomes arabes dans la théorique des planètes avaient pris fin avec l'œuvre d’Ibn al-Shatir au XIVe siècle. Notamment dans ses travaux sur Shams al-Din al-Khafri (en) (mort en 1550), un glossateur séfévide des écrits des astronomes de Maragha, à propos duquel Saliba écrit :
« Par sa perception claire du rôle des mathématiques dans la description des phénomènes naturels, cet astronome réussit à porter la tradition hay’a à des sommets inégalés ailleurs, au plan mathématique comme au plan astronomique. La recherche de modèles mathématiques pouvant supplanter celui de Ptolémée, et l'examen des œuvres de ses prédécesseurs tous en quête d'un modèle mathématique unifié à même de rendre compte de tous les phénomènes physiques, lui firent conclure que toute modélisation mathématique n’a pas par elle-même de sens physique, et qu’elle n’est qu'un langage parmi d'autres pour décrire la réalité physique. Il se persuada également que les phénomènes décrits par les modèles ptoléméens n’admettent pas de solution mathématique unique soumise aux mêmes contraintes ; qu’au contraire il existe plusieurs modèles mathématiques capables de rendre compte des observations de Ptolémée ; qu’ils aboutissent aux mêmes prévisions sur les points critiques que Ptolémée avait retenus pour construire ses propres modèles (et qu’ainsi ils ne rendent pas mieux compte des observations que Ptolémée) tout en respectant les conditions imposées par la cosmologie aristotélicienne, admise par les auteurs de la tradition hay’a. »
Il a montré l'influence significative que l’astronomie arabe exercera sur les astronomies indienne, chinoise et européenne, étudié les travaux d'Alhazen et son défi de développer un modèle de sphères qui éviterait les erreurs du modèle de Ptolémée qu'il avait relevées ainsi que les apports d'Ali Qushji au modèle planétaire d’al-Tusi et au modèle de l'orbite de Mercure.
Le grand programme d'observation des étoiles entrepris à Damas et Bagdad sous l'impulsion d'Al-Ma’mūn (813-833) a permis d'obtenir de meilleures mesures, grâce à de nouvelles méthodes d'observations que les résultats de Ptolémée, permettant un travail de reprise théorique de ces derniers. Et plus généralement les savants de l'époque se sont interrogés sur la validité des modèles proposés par les Anciens. Ainsi un document attribué à l’aîné des frères Banou Moussa démontré mathématiquement l'inexistence d'une neuvième orbe censée expliquer le mouvement diurne des astres.
Il a étudié les ressemblances entre les modèles arabes et ceux de Copernic notamment pour la Lune. Les modèles proposés principalement dans la partie orientale du monde arabe, dans ce qu'on appelle l'école de Maragha, avec les astronomes Nasir ad-Din at-Tusi et Ibn al-Shatir par exemple, conservent le principe d'un soleil tournant autour de la terre. Cependant, ils mettent en place des outils (couple d'al-Tusi, modèle d'ibn al-Shatir) que l'on retrouve dans l’œuvre de Copernic,. Nasir al-Din al-Tusi montre de manière géométrique qu’on pouvait engendrer un mouvement rectiligne uniquement à partir de mouvements circulaires grâce à l’hypocycloïde.
Saliba s'est également intéressé à l'astronome perse et musulman Banu Musa, qui s'avère être le premier à réfuter au IXe siècle la conception aristotélicienne du monde en affirmant que les corps célestes et les sphères célestes obéissent aux mêmes lois physique que la terre. Il a étudié les travaux d'Ali Quchtchi, qui participa à l'élaboration des Tables sultaniennes et mit au point un modèle planétaire pour la trajectoire de Mercure utilisant les outils mis en place par Muʾayyad al-Dīn al-ʿUrḍī (en).

## Columbia Unbecoming
En 2004, une organisation militante pro-israélienne, le David Project (en), a produit un film, Columbia Unbecoming (en), interviewant des étudiants qui affirmaient que Saliba et d'autres professeurs de Columbia les avaient intimidé ou étaient injustes à l'égard de leurs points de vue pro-israéliens. Saliba a rejeté l'accusation et publié une réfutation dans Columbia Spectator (en) (3 novembre 2004) à cet effet,. L'étudiante Lindsay Shrier a affirmé qu’il lui avait dit que ceux qui avaient les yeux verts (comme elle) ne sont pas des "sémites" raciaux et n’ont aucune revendication nationale valable sur les terres du Moyen-Orient. Saliba affirme qu'il s'agit d'une fabrication.